# Haughley Castle
Haughley Castle är ett slott i Storbritannien.   Det ligger i grevskapet Suffolk och riksdelen England, i den sydöstra delen av landet, 110 km nordost om huvudstaden London. Haughley Castle ligger 60 meter över havet.
Terrängen runt Haughley Castle är platt. Runt Haughley Castle är det ganska tätbefolkat, med 104 invånare per kvadratkilometer. Närmaste större samhälle är Bury St Edmunds, 17,3 km väster om Haughley Castle. Trakten runt Haughley Castle består till största delen av jordbruksmark.